# Nationale Eenheid van de Hoop

Logo

De Nationale Eenheid van de Hoop (Spaans: Unidad Nacional de la Esperanza, UNE) is een Guatemalteekse sociaaldemocratische politieke partij.
De UNE is de grootste linkse partij van het land en beschouwt zichzelf als de ideologische opvolger van president Jacobo Arbenz Guzmán (1951-1954). Presidentskandidaat voor de UNE was in 1999, 2003 en 2007 Álvaro Colom. Bij de verkiezingen van 2007 won de partij 16 zetels en kwam uit op 48 waarmee het de grootste partij werd in het Congres van Guatemala, terwijl Colom de presidentsverkiezing wist te winnen.
In 2011 was Coloms voormalig echtgenote Sandra Torres presidentskandidaat namens de UNE. Deze kandidatuur werd echter ongeldig verklaard door het Hooggerechtshof aangezien verwanten van de zittende president zich geen kandidaat mogen stellen. Tijdens de gelijktijdige congresverkiezingen won een alliantie van de UNE en de Grote Nationale Alliantie (GANA) 48 zetels.

## Presidentskandidaten
- 1999: Álvaro Colom (verloren)
- 2003: Álvaro Colom (verloren)
- 2007: Álvaro Colom (gewonnen)
- 2011: Sandra Torres (gediskwalificeerd)
- 2015: Sandra Torres (verloren)
- 2019: Sandra Torres